# Salon du livre de Beyrouth
Pour les articles homonymes, voir Salon du livre.
Le salon du livre francophone de Beyrouth est un événement littéraire et culturel, organisé par l'Institut français du Liban, qui se déroule chaque année à l’automne dans la capitale libanaise.  Il dure une dizaine de jours durant lesquels il rassemble lecteurs et auteurs francophones autour de manifestations diverses : signatures, rencontres, conférences… Avec près de 80 000 visiteurs en 2018, il est le troisième salon francophone après ceux de Paris et de Montréal.

## Généralités
Le salon du livre francophone de Beyrouth est créé en 1992, au lendemain de la guerre, à l’initiative de l’Ambassade de France. Il a lieu tous les ans depuis cette date (à l’exception de 2006, 2007 et 2019). Il est visité le matin par les écoles et l’après-midi et le week-end par le grand public. Chaque édition attire entre 50 000 et 100 000 visiteurs. 
Invités par l’Institut français du Liban (anciennement Mission culturelle française au Liban) principalement, mais aussi par d’autres institutions, notamment la maison d'edition L'Orient des livres, une cinquantaine d'auteurs francophones viennent de l’étranger — romanciers, essayistes, auteurs de BD, de sciences humaines…  — et rejoignent au Salon, de nombreux auteurs libanais.
La programmation est riche et variée : signatures d'ouvrages, rencontres avec les auteurs, débats, conférences, lectures publiques, concerts, animations pour les enfants... Elle s’adresse à la fois aux professionnels du livre et à un public large et divers.

## Historique
En 1992, l’Ambassade de France crée dans ses jardins le Salon du livre francophone pour rendre hommage aux libraires qui ont continué à diffuser, durant la guerre civile, la production des maisons d’édition françaises. Très vite, un partenariat s’est établi avec le Syndicat des importateurs du livre et les libraires francophones libanais.
À partir de 1994, les disquaires libanais sont associés à la manifestation qui devient le Salon francophone du livre, du disque et du multimédia : « Lire en français et en musique ».
En 1995, le Salon du livre s’installe au Futuroscope puis, à partir de 2002, au BIEL (Beirut International Exhibition & Leisure Center), très proche du centre-ville. La manifestation prend de l’ampleur et s’étend désormais sur 3 500 m². En 2018, il déménage au nouveau BIEL, à Furn el Shebbak, jouxtant Beyrouth.
2005 est la preuve du dynamisme et de la richesse de l’édition et de la libraire en langue française au Liban : près de 92 000 visiteurs rencontrent une cinquantaine d’auteurs francophones (dont Alain Decaux, Frédéric Beigbeder, Daniel Rondeau, Mohamed Kacimi, Jean-Pierre Thiollet et Richard Millet) et plus de 70 stands réunissent les librairies, les maisons d’édition nationales, la presse et les différentes associations culturelles libanaises, les ambassades francophones et institutions autour d’un programme riche en nouveautés.
La guerre de l’été 2006 empêche le déroulement du Salon. Toutefois, la Mission culturelle française organise une manifestation spéciale « Auteurs en direct » : plus d’une vingtaine d’écrivains francophones vont à la rencontre du public libanais, tant à Beyrouth qu’en province.
En 2008, l’organisation du Salon revient au Syndicat des importateurs de livres. Le pôle livre et débat d'idées de l’Ambassade de France peut centrer son intervention sur la programmation culturelle : cette édition est l’occasion de recevoir une centaine d’écrivains dont une quarantaine venus de l’étranger, et de découvrir de très nombreux auteurs francophones libanais ainsi qu’un large programme de conférences et de rencontres.
À partir d’avril 2009 et durant un an, Beyrouth est « Capitale mondiale du livre » de l’Unesco. Cette nomination donne à la 16e édition du Salon du livre un caractère particulier, avec la venue notamment de J. M. G. Le Clézio, Vénus Khoury-Ghata, Éric-Emmanuel Schmitt, Gilles Leroy, Michel Onfray.... De nombreux artistes de renom sont présents, et le prestigieux Prix littéraire des cinq continents de l’Organisation internationale de la francophonie, est décerné au Salon. 
En 2010 et 2011, le Salon, qui confirme sa position phare dans la vie culturelle libanaise, s’organise autour de grands thèmes : « Les mots de la Méditerranée » (en 2010) et « Les mots de la liberté » (en 2011).
En 2011, la Belgique est l’invitée d’honneur. Quelque 150 auteurs, dont 52 étrangers, et notamment les frères Schuiten qui créent « en live » et en musique le dernier épisode d’une série BD, dédicacent leurs ouvrages à ce salon.
En 2012, le Salon fête ses 20 ans avec l'Académie Goncourt comme invitée d'honneur. Plus de 150 auteurs sont présents pour dédicacer leurs ouvrages, dont 57 étrangers. Cette édition est également marquée par le lancement du Prix Le Choix de l'Orient, sur le modèle du prix Liste Goncourt : le choix polonais, remporté par Mathias Énard pour son livre Rue des voleurs (Actes Sud).
En 2019, le Salon devait se dérouler du 9 au 17 novembre. Il a été annulé en raison du vaste mouvement de mobilisation citoyenne et de la crise économique. Un festival itinérant de la littérature jeunesse avait donc été programmé pour le Mois de la Francophonie en mars 2020, mais qui a également été annulé en raison de la crise sanitaire liée au COVID-19.

## Controverse
En 2018, l'invitation du journaliste belge Michel Collon au salon du livre francophone de Beyrouth, qui a développé la thèse du « media-mensonge » et est considéré par beaucoup de ses pairs comme un promoteur des thèses complotistes, a été annulée, ce que certains ont interprété comme le résultat de pressions d'un lobby pro-israélien,. Cet auteur n'était pas invité par l'Institut francais du Liban.

## Participants au salon...
- Alain Decaux (2005),
- Frédéric Beigbeder (2005),
- Daniel Rondeau (2003, 2005),
- Mohamed Kacimi (2005),
- Jean-Pierre Thiollet (2005),
- Richard Millet (2005),
- Françoise Nyssen (2008),
- Alaa al-Aswany (2010),
- J. M. G. Le Clézio (2009),
- Éric-Emmanuel Schmitt (2009),
- Michel Onfray (2009),
- Vénus Khoury-Ghata (2003, 2009),
- Gilles Leroy (2009)
- Farouk Mardam-Bey (2008, 2010),
- David Foenkinos (2010),
- Yasmina Khadra (2010),
- Katherine Pancol (2010),
- Robert Solé (2010),
- Gilbert Sinoué (2010),
- Charif Majdalani (2003, 2011),
- Christophe Donner (2003, 2011),
- Alexis Jenni (2011),
- Marc Levy (2011),
- Mazarine Pingeot (2011),
- Maxime Chattam (2011),
- Jacques Ferrandez (2011),
- Axel Kahn (2011),
- Maylis de Kerangal (2011).